# Lili Mendoza
Lili Mendoza (sinh ngày 15 tháng 1 năm 1974 là Lilia Ester Mendoza Peregrina ở thành phố Panama, Panama) là một nhà văn và nhà bình luận người Panama. Truyện ngắn và những bài thơ của cô đã được xuất bản trên các tạp chí văn học và tuyển tập quốc tế. Lời nguyền trực tiếp của cô mô tả sự phi lý của xã hội Panama hiện đại. Cô nhận giải Yolanda Oreamuno Central American Fiction Award năm 2009. Corazón Charol A-go-gó (bằng tiếng Anh, 'The Patent Leather Heart A-go-go') là cuốn sách đầu tiên của cô, xuất bản năm 2009. Cô tham gia vào Đại học Chương trình viết quốc tế Fall Residency của bang Iowa (IWP, 2013), và là nhà văn quốc tế đầu tiên cư trú tại Richard Stockton College, New Jersey vào năm 2013.  Cô đã dạy các hội thảo viết sáng tạo tại thành phố Panama.

## Câu chuyện
Những câu chuyện ngắn từ trái tim bằng sáng chế da bằng sáng chế A-go-go đã được giới thiệu trong Revista Literaria La Maga, tạp chí văn học hàng đầu của Panama, được xuất bản bởi Đại học Công nghệ Panama. Cũng trong Tạp chí El Guayacán và Tạp chí Soho. Tại Hoa Kỳ, những câu chuyện từ cùng một cuốn sách đã được đưa vào Their Own Words (ISBN 0-9654136-8-3, 2010), một tuyển tập quốc tế về thế hệ X Fiction. Ghetto Baby, cũng từ cuốn sách đầu tiên của cô, là một phần của Cuotidiano Exhibit đặc trưng trong văn hóa Delle Arti e delle - Festa del Salvino, ở Florence, Italy, 2012. Cuốn sách là chủ đề của một bộ phim tài liệu được quay bởi Libelula Films sinh viên của Ganexa, Đại học Mỹ thuật Panama và nhà làm phim nổi tiếng Jhoram Moya năm 2010. Câu chuyện Polaroid xuất hiện trong tuyển tập 'Tiempo al Tiempo' của Enrique Jaramillo Levi (Biên tập Tecnologica, Panama 2012).
Mendoza là người nhận giải thưởng American Fiction Award Yolanda Oreamuno, do Hội Nhà văn Costa Rica trao tặng năm 2009 cho câu chuyện ngắn Todas Nosotras tus Voces (bằng tiếng Anh, All of us, your voices). Câu chuyện kể lại sự suy giảm mối quan hệ của con gái với người mẹ bị bệnh tâm thần của cô, Câu chuyện đã được xuất bản ở Káñina, Tạp chí Văn học của Đại học Costa Rica và trong cuốn Anthology 'Con sólo tu nombre y un poco de silencio' (Đại học Tecnologica de Panama, Panama, 2012). Câu chuyện được giới thiệu trong một loạt các bài giảng về tiểu thuyết Mỹ Latinh mới tại Viện Cervantes ở Warsaw, Ba Lan vào ngày 1 tháng 4 năm 2011. Cũng được đăng trên tạp chí văn học 'Suelta', Madrid, Tây Ban Nha vào tháng 5 năm 2012.
Một số bài thơ của cô đã được xuất bản trong "Me Vibra", một tuyển tập ngắn về thơ ca Chile và Panama, được xuất bản bởi Paracaidas Editores, Lima, Peru vào năm 2001. Những câu chuyện, bài viết và bài thơ khác đã được xuất bản trên báo và tạp chí địa phương cũng như điện tử phương tiện truyền thông.

## Ấn phẩm
- Corazón de Charol A-go-gó, The Fair Edition, Edición 0, Editorial la hoja.  ISBN 978-9962-00-740-1, 2009. Được in bởi Selloarte, S.A. (Panama)
- Corazón de Charol A-go-gó, La Primera Edición, Editorial la hoja.  ISBN 978-9962-00-740-1, 2010. Được in bởi Selloarte, S.A. (Panama)
- Corazón de Charol A-go-gó, La Segunda, Editorial la hoja.  ISBN 978-9962-00-740-1, 2010. Được in bởi Selloarte, S.A. (Panama)